# Taddeo (personaggio)
Taddeo (Elmer J. Fudd) è un personaggio delle serie animate Warner Bros. Looney Tunes/Merrie Melodies. È l'acerrimo nemico di Bugs Bunny. Il prototipo del personaggio è Egghead (lett. "testa d'uovo"), un ometto calvo, dinoccolato, con bombetta, fucile a canne mozze e naso a patata che compare per la prima volta nel cortometraggio Egghead Rides Again (1937) di Tex Avery. È anche caratterizzato da una forte erre moscia che egli pronuncia a ogni frase terminante a sua volta da una risata particolare.
La prima apparizione di Taddeo è nel 1940 in Elmer fotografo (Elmer's Candid Camera) un cortometraggio di Chuck Jones, dove compare anche un prototipo di Bugs Bunny.
Fa la sua prima comparsa nei comics americani nel 1941 nell'albo intitolato Looney Tunes and Merrie Melodies Comics #1 edito dalla Dell Publishing.

## Caratteristiche
La frase caratteristica di Taddeo è "Shhh. Non fate rumore, mi raccomando. Sto cacciando conigli.", riferendosi ovviamente a Bugs Bunny.
Nel 1940, l'aspetto di Taddeo simile a Egghead fu raffinato, dandogli un mento e un naso meno bulboso (sebbene indossasse ancora i suoi vecchi vestiti che indossava nei primi cartoni animati di Tex Avery), ma più avanti cambia, con una voce migliore, una figura più snella e i suoi familiari vestiti da caccia.
Il suo scopo principale è cacciare Bugs, ma di solito finisce per ferire gravemente se stesso e altri personaggi antagonisti. In Il coniglio focoso (1951) si dichiara vegetariano, cacciando solo per sport.
Il ruolo di Taddeo come aspirante cacciatore, imbroglione e contraltare di Bugs, sarebbe rimasto il suo ruolo principale, e sebbene Bugs Bunny fosse stato in grado di superare in astuzia molti altri degni avversari, Taddeo in qualche modo è rimasto la classica nemesi di Bugs, nonostante o a causa della sua ingenuità, piccola taglia, irascibilità e capacità di attenzione più breve.
Taddeo era solitamente scelto come uno sfortunato cacciatore di selvaggina, armato di un fucile a doppia canna (ma che poteva sparare molto più di due volte senza ricaricarlo) e che si insinuava attraverso i boschi "cacciando conigli". In alcuni cartoni, tuttavia, ha assunto ruoli completamente diversi: ricco industriale, impiegato, intrattenitore eccetera.
Il personaggio compare sotto il nome di Taddeo Fuddensen nell'opera videoludica Bugs Bunny e Taz in viaggio nel tempo (Bugs Bunny & Taz: Time Busters in lingua originale); in questa vece, impersona il custode del magico Martello di Thor.

## Filmografia
- Elmer's Candid Camera (1940)
- Confederate Honey (1940)
- The Hardship of Miles Standish (1940)
- A Wild Hare (1940)
- Good Night Elmer (1940)
- Elmer's Pet Rabbit (1941)
- Wabbit Twouble (1941)
- The Wabbit Who Came to Supper (1942)
- Any Bonds Today (1942)
- The Wacky Wabbit (1942)
- Nutty News (1942)
- Fresh Hare (1942)
- The Hare-Brained Hypnotist (1942)
- To Duck or Not To Duck (1943)
- A Corny Concerto (1943)
- An Itch in Time (1943)
- The Old Grey Hare (1944)
- The Stupid Cupid (1944)
- Stage Door Cartoon (1944)
- The Un-Ruly Hare (1945)
- Hare Tonic (1945)
- Hare Remove (1946)
- The Big Snooze (1946)
- Easter Yeggs (1947)
- A Pest in the House (1947)
- Slick Hare (1947)
- What Makes Daffy Duck (1948)
- Back Alley Op-Roar (1948)
- Kit for Cat (1948)
- Wise Quackers (1949)
- Hare Do (1949)
- Cats Can Stay (1949)
- Each Dawn I Crow (1949)
- The Scarlet Pumpernickel (1950)
- What's Up Doc (1950)
- Rabbit of Seville (1950)
- Rabbit Fire (1951)
- Rabbit Seasoning (1952)
- Upswept Hare (1953)
- Ant Pasted (1953)
- Lumber-Jack Rabbit (1953)
- Duck, Rabbit, Duck (1953)
- Robot Rabbit (1953)
- Design for Leaving (1954)
- Quack Shot (1954)
- Pests for Guests (1955)
- Beanstalk Bunny (1955)
- Hare Brush (1955)
- This is a Life (1955)
- Heir-Conditioned (1955)
- Bugs' Bonnets (1956)
- A Star is Bored (1956)
- Yankee Dood It (1956)
- Wideo Wabbit (1956)
- What's Opera Doc (1957)
- Rabbit Romeo (1957)
- Don't Axe Me (1958)
- The Yankee Doodle Cat (1958)
- Pre-Hysterical Hare (1958)
- A Mutt in a Rut (1959)
- Person To Bunny (1960)
- Doggone People (1960)
- What's My Puma (1961)
- Crow's Feat (1962)
- Women To Love (1965)
- Suppressed Duck (1965)
- Daffy Rents (1966)
- Daffy's Diner (1967)

## Anni recenti
Taddeo appare anche nella serie Baby Looney Tunes nelle canzoni come per esempio Bugs Bunny è nella fontana e in un episodio della seconda stagione, dove è un bambino prepotente che ruba le caramelle a Bugs e ai suoi amici (ma l'ha fatto solo per attirare la loro "attenzione").
Taddeo appare in The Looney Tunes Show questa volta come giornalista amante del formaggio fuso.
Infine appare in Duck Dodgers e nella la serie I favolosi Tiny. Tra i film in cui compare ci sono per esempio il film d'animazione Looney Tunes: Due conigli nel mirino e in quelli cinematografici Looney Tunes: Back in Action e Space Jam.
È anche apparso nel terzo episodio della serie animata Drawn Together, seppure con il viso oscurato, dove si scopre che è omosessuale.